# Rio Paraibuna (São Paulo)
Pour les articles homonymes, voir Rio Paraibuna (homonymie).
Le rio Paraibuna est un cours d'eau brésilien de l'État de São Paulo. 

## Géographie

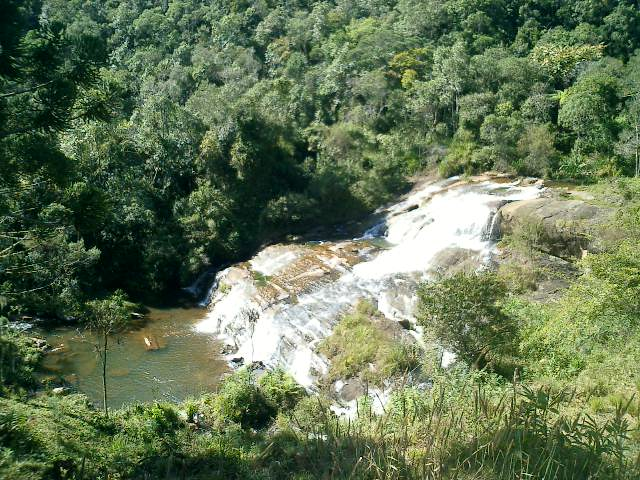
La chute principale du Rio Paraibuna près de Cunha

Il naît sur le territoire de la municipalité de Cunha et, à proximité de la ville de Paraibuna, il rejoint le Rio Paraitinga pour former le Rio Paraíba do Sul, un des plus importants fleuves de la Sud-Est du pays.
Le Rio Paraíba do Sul possède un autre affluent dénommé aussi Rio Paraibuna, qui arrose les États du Minas Gerais et de Rio de Janeiro.